# Valentina Figuera
Lourdes Valentina Figuera Morales (sinh ngày 16 tháng 6 năm 2000) là một người mẫu và hoa hậu người Venezuela, cô đạt được danh hiệu Hoa hậu Hòa bình Quốc tế 2019 được tổ chức tại Venezuela.

## Tiểu sử
Figuera đến từ Calle Maneiro ở Puerto La Cruz, Anzoátegui, phía đông Venezuela và có một người chị em sinh đôi giống hệt nhau tên là Verónica. Cô ấy là người chiến thắng Vương miện du lịch quốc tế của Lễ hội Barcelona (nơi Edymar Martínez, Hoa hậu Quốc tế 2015 và Sthefany Gutiérrez, Hoa hậu Venezuela 2017 và là Á hậu 2 Hoa hậu Hoàn vũ 2018) cũng sẽ bước vào vòng các cuộc thi sắc đẹp. Cô đang theo học ngành Kiến trúc tại Viện Đại học Bách khoa Santiago Mariño ở Puerto La Cruz. Cô đã lọt vào vòng chung kết trong ấn bản đầu tiên của El Concurso do Osmel Sousa tổ chức tại Nhà hát thành phố Caracas (nơi cô thi đấu với người em song sinh của mình), vào cuối năm 2018 và đạt được danh hiệu Hoa hậu Hòa bình Venezuela 2019.

## Sự nghiệp
Figuera đại diện cho Venezuela tại Hoa hậu Hòa bình Quốc tế 2019, được tổ chức vào ngày 25 tháng 10 năm 2019 tại thành phố Caracas, Venezuela, trong sự kiện đó, cô đã cạnh tranh với 60 thí sinh khác từ các quốc gia khác trên thế giới. Tại đêm chung kết, cô đăng quang ngôi vị cao nhất tại cuộc thi và được hoa hậu tiền nhiệm, Clara Sosa đến từ Paraguay, trao lại vương miệng. Cô là hoa hậu đầu tiên của Venezuela trong cuộc thi này.
Valentina là một trong những nữ hoàng sắc đẹp tích cực nhất của năm 2019-2020, vì tình hình ở Thái Lan (quốc gia đăng cai cuộc thi và nơi người chiến thắng sống trong năm trị vì của cô) trong đại dịch COVID-19, an toàn hơn so với hầu hết các quốc gia khác không giống như các nữ hoàng sắc đẹp quốc tế khác, cô được phép tham gia một loạt các sự kiện trong phạm vi tại quốc gia, còn thăm Indonesia, Campuchia, Panama và Venezuela (trước khi đại dịch bùng phát).
Nhiệm kỳ của cô cũng lập nhiều kỷ lục, bao gồm trở thành người chiến thắng trẻ tuổi nhất tại thời điểm cô đăng quang (19 tuổi); cao nhất (1,84 m); người đầu tiên đăng quang trên chính đất nước của mình với tư cách là chủ nhà; và cũng là kỷ lục nắm giữ thời gian trị vì lâu nhất trong lịch sử của sự kiện này (17 tháng 2 ngày) trong giai đoạn 2019-2020-2021.
Vào ngày 27 tháng 3 năm 2021 tại Băng Cốc, Thái Lan, cô đã trao lại danh hiệu của mình cho Abena Appiah đến từ Hoa Kỳ.